# Cuerpo Médico (Israel)

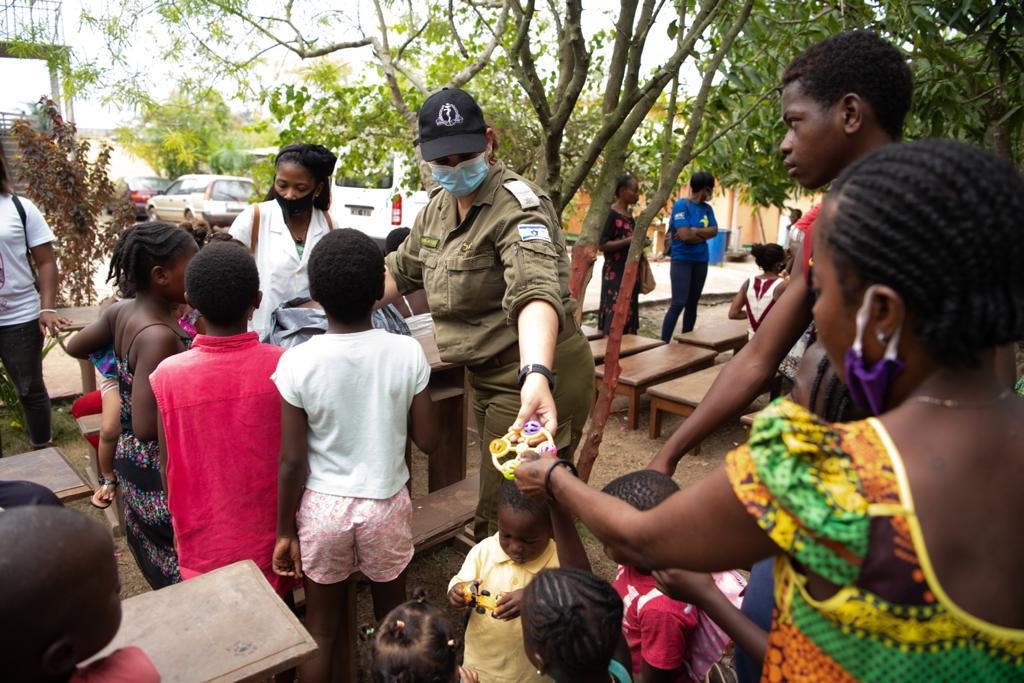
Una unidad de ayuda israelí reparte ayuda humanitaria a los supervivientes de las explosiones en Bata de 2021.

El Cuerpo Médico de Israel (en hebreo: חיל הרפואה , Heil HaRefuah ) es una unidad de las FDI responsable de ofrecer servicios y tratamientos médicos a todos los miembros de las FDI. Durante las guerras o las emergencias asume la autoridad sobre el sistema sanitario civil en Israel. El Cuerpo planifica, organiza y supervisa los preparativos del sistema de salud para hacer frente a posibles crisis. En el año 2011, el cuerpo era dirigido por el General de Brigada Dr. Itzik Kryce. Su cuartel general está en Tel HaShomer. Está subordinado al Directorio de Tecnología y Logística.

## Estructura
El Cuerpo Médico está dividido en seis unidades;
- División de Organización Médica
- Base de entrenamiento Bahad 10
- Academia de Medicina Militar
- División de Salud Mental
- División de Salud Dental
- Centro de Servicios Médicos.

El centro de Servicios Médicos, está dirigido por un coronel, y es la principal unidad operacional del cuerpo, consiste en cuatro centros regionales de servicios médicos.

## Comandantes

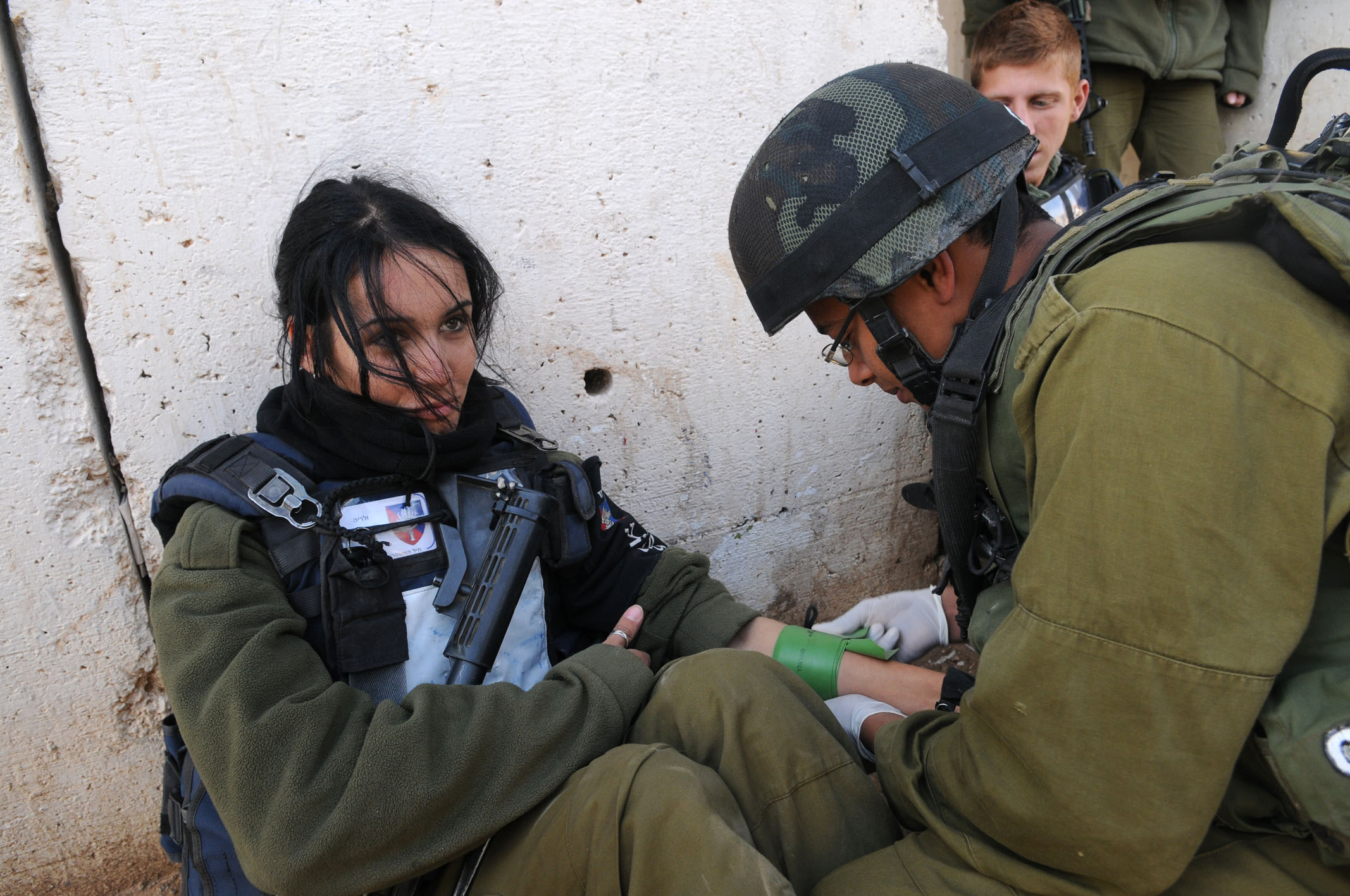
Una mujer soldado recibe asistencia médica.

| Nombre                                | Fecha     |
| ------------------------------------- | --------- |
| Coronel Chaim Sheba                   | 1948–1949 |
| Coronel Avraham Atzmon                | 1949–1956 |
| Coronel Prof. Baruch Padeh            | 1956–1962 |
| General de Brigada Elyahu Gilon       | 1962–1967 |
| General de Brigada Reuven Alder       | 1967–1972 |
| General de Brigada Moshe Córdoba      | 1972–1975 |
| General de Brigada Prof. Dan Michaeli | 1975–1979 |
| General de Brigada Prof. Eran Dolev   | 1979–1983 |
| General de Brigada Moshe Revach       | 1983–1987 |
| General de Brigada Prof. Yehuda Danon | 1987–1991 |
| General de Brigada Michael Weiner     | 1991–1994 |
| General de Brigada Yehoshua Shemer    | 1994–1997 |
| General de Brigada Prof. Aryeh Eldad  | 1997–1999 |
| General de Brigada Giora Martinovich  | 1999–2002 |
| General de Brigada Hezi Levi          | 2002–2007 |
| General de Brigada Nachman Ash        | 2007–2011 |
| General de Brigada Itzik Kryce        | 2011–     |